# Браузман, Христиан Евгеньевич
Християн Евгеньевич Браузман (род. 15 августа 2003, Кант, Чуйская область) — киргизский футболист, защитник клуба «Абдыш-Ата» и сборной Кыргызстана.

## Клубная карьера
Немец по национальности. Воспитанник клуба «Абдыш-Ата», где занимался с 2009 по 2018 годы. В 2019 году поступил в академию турецкого «Эскишехирспора», с которым у «Абдыш-Аты» было заключено соглашение о сотрудничестве. В 2020 году вернулся в Кыргызстан, где выступал за фарм-клуб «Абдыш-Аты» — «Наше Пиво». Вместе с командой стал победителем Национальной лиги Кыргызстана 2020 года. В следующем сезоне присоединился к основной команде. В чемпионате Кыргызстана дебютировал 19 марта 2021 года в матче против «Алая» (4:0). В 2022 году Браузман вместе с «Абдыш-Атой» оформил золотой дубль — став чемпионом и обладателем кубка Кыргызстана. По итогам 2022 года был признан Кыргизским футбольным союзом лучшим молодым игроком.

## Карьера в сборной
Участник Кубка ФАЦА 2022 года среди команд до 19 лет и Молодёжного Кубка Азии 2023 года.
В составе национальной сборной Кыргызстана дебютировал 7 сентября 2021 в товарищеской игре против Бангладеш (4:1). По состоянию на июнь 2023 года провёл за сборную 5 официальных игр.

## Достижения
- Чемпион Кыргызстана: 2022
- Обладатель Кубка Кыргызстана: 2022
- Финалист Кубка Кыргызстана: 2023
- Победитель Национальной лиги Кыргызстана: 2020